# Klemens X
Klemens X (łac. Clemens X, właśc. Emilio Bonaventura Altieri; ur. 13 lipca 1590 w Rzymie, zm. 22 lipca 1676 tamże) – włoski duchowny katolicki, 239. papież w okresie od 29 kwietnia 1670 do 22 lipca 1676.

## Życiorys

### Wczesne życie
Jego rodzicami byli Lorenzo Altieri i Vittoria Delfini. Pochodził ze starego szlacheckiego rodu, jego starszy brat Giambattista był kardynałem z nominacji Urbana VIII (1643). Emilio Altieri studiował nauki prawne, obronił doktorat utroque iure, a 6 kwietnia 1624 przyjął święcenia kapłańskie. Podjął pracę w dyplomacji papieskiej, pracował m.in. w nuncjaturze w Polsce. 29 listopada 1627 został mianowany biskupem Camerino (zastąpił w diecezji brata). Pełnił kilka funkcji w administracji papieskiej, był m.in. gubernatorem Loreto i wizytatorem apostolskim całego Państwa Kościelnego.
W latach 1644–1652 był nuncjuszem w Neapolu. W 1655 Kolegium Kardynalskie udzieliło mu pełnomocnictw dla uspokojenia napiętej sytuacji w Lombardii (w okresie sediswakancji po śmierci Innocentego X). Kolejny papież Aleksander VII powierzył mu dalsze funkcje w Kurii Rzymskiej, został m.in. sekretarzem Kongregacji Biskupów oraz konsultorem w Kongregacji Inkwizycji. Kilkakrotnie odmawiał przyjęcia nominacji kardynalskiej, ostatecznie został kardynałem z nominacji Klemensa IX 29 listopada 1669. Papież nie zdążył nadać mu tytularnego kościoła prezbiterskiego, gdyż zmarł już niespełna dwa tygodnie później, 9 grudnia.

### Wybór na papieża
Konklawe, rozpoczęte w grudniu 1669, stanęło przed trudnym zadaniem. Kilkakrotnie weto zgłaszali przedstawiciele Francji i Hiszpanii, wreszcie po pięciu miesiącach 29 kwietnia 1670 wybrano starszego wiekiem kardynała Altieriego, uchodzącego za kandydata kompromisowego. Przyjął on na cześć poprzednika imię Klemens X i został koronowany 11 maja 1670.

### Pontyfikat
Najbardziej wpływową osobą na dworze nowego papieskim został przysposobiony bratanek Klemensa X, kardynał Paluzzo Paluzzi-Altieri, mianowany superintendentem Stolicy Apostolskiej. Wykorzystał on swoje stanowisko do wzbogacenia najbliższej rodziny, powszechne oburzenie budziła kosztowna budowa pałacu rodowego (Palazzo Altieri).
Dużym zagrożeniem w czasie pontyfikatu Klemensa byli Turcy. Papież usiłował zbudować koalicję przeciw nim i zwrócił się nawet o pomoc do króla Szwecji Karola XI, lecz bezskutecznie. Finansowo wsparł Jana Sobieskiego w walkach z Turkami, dzięki którym zostali oni pobici w bitwie pod Chocimiem w listopadzie 1673. Nie układały się natomiast stosunki papiestwa z Francją – król Ludwik XIV zapoczątkował wojnę z Holandią, tłumacząc papieżowi, że jego celem jest przywrócenie tam katolicyzmu. Jednak w 1674 roku Klemens zrozumiał, że Ludwik XIV go oszukał i rok później wysłał do Francji swoich legatów, jednak ich misja zakończyło się klęską. Król natomiast kontynuował zapoczątkowane za pontyfikatu Klemensa IX konfiskaty majątków kościelnych oraz przypisał sobie prawo obsady biskupstw francuskich. Wielokrotnie papież spotykał się z żądaniami monarchów europejskich, domagających się miejsc w Kolegium Kardynałów dla swoich przedstawicieli.
Wśród świętych, ogłoszonych przez Klemensa X, byli m.in. współzałożyciel zakonu teatynów, Kajetan z Thieny, jezuita Franciszek Borgiasz czy pierwsza święta z Ameryki Południowej Róża z Limy. Beatyfikował natomiast męczenników z Gorkum, hiszpańskiego mistyka Jana od Krzyża oraz jednego z poprzedników na tronie papieskim, Piusa V.

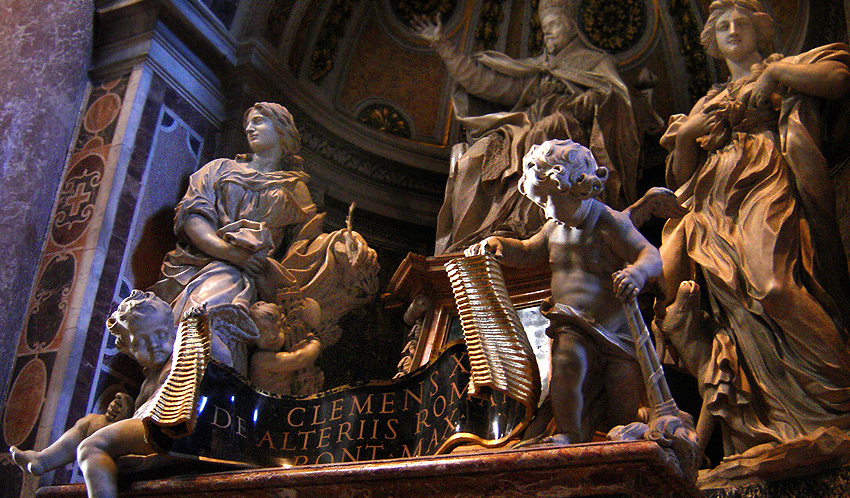
Grób Klemensa X w Bazylice Świętego Piotra

Papież, zmarły w wieku 86 lat, został pochowany w bazylice watykańskiej.
Kreował 20 kardynałów na sześciu konsystorzach.